# Петар I Павловић
Петар I Павловић (?-1420) је био кнез, а потом и војвода из властелинске породице Павловића која је имала своје поседе у источним деловима краљевине Босне. После убиства његовог оца Павла Раденовића (?-1415) на Пареној пољани код Бобовца 1415. године коме је присуствовао, Петар преузима вођство над Павловићима и са млађим братом кнезом Радославом (1420—1441) отпочиње рат против Сандаља Хранића (1392 — 1435) и Косача. У том сукобу се ослонио на помоћ Османлија, чију је помоћ платио признавањем вазалних односа према султану, што је резултовало великим успесима против Сандаља који је био потпуно потиснут. Међутим Османлије су промениле страну и 1420. године су стигле у краљевину Босну као Сандаљеви савезници против Павловића. У сукобу са њима гине сам Петар, а на челу Павловића га наслеђује његов млађи брат Радослав.

## Порекло и породица
Петар I Павловић је био најстарији син кнеза Павла Раденовића који је поред њега имао још једног сина:
- Радослава (1420—1441), кнез и војвода

Није познато да ли је Петар био ожењен, али је извесно да није имао деце, пошто га је наследио брат и братанци.

## Владавина и сукоб са Сандаљем
Током августа 1415. године се Краљевој Сутјесци код Бобовца одржавао сабор краља и властеле краљевине Босне. Приликом посебно организованог 23. августа лова на Пареној пољани, Златоносовићи су на знак који је мачем дао сам Сандаљ Хранић напали кнеза Павла Раденовића и тешко га ранили, а његовог сина Петра и посланика Браила Тежаловића су заробили и спровели у утврђени Бобовац. Заверу су организовали сам краљ Остоја (прва влада 1398—1404, друга влада 1409—1418) и војвода Сандаљ због политичких сукоба са Павлом оптуживши га за издају краљевства. Према првобитном плану Павлов син Петар је требало да буде ослепљен, а поседи Павловића подељени између Сандаља и Златоносовића који су се надали Олову које се налазило уз њихове поседе, али се од тог плана одустало и Петру су остављени очеви поседи. Целом чину је присуствовао и посланик Дубровачке републике Никола Гучетић и Влатко Тумурлић. Сам Павле је убрзо умро од последица рана које је задобио, али је зато Петар пуштен да се врати на породични посед и настави управљање њиме. Као сведок овог напада Петар је за смрт свога оца директно окривио Сандаља, чиме је целокупни југоисточни део данашње Босне и Херцеговине гурнут у рат између Павловића са једне и Сандаља односно Косача са друге стране.
Петар помоћ у овом сукобу тражи од Османлија, обећавши им вазалство за узврат, што су они прихватили и већ на јесен 1415. године њихови одреди упадају у Захумље предвођени браћом Ђурђем и Стефаном Милорадовићем. Уз помоћ Османлија Петар је до 1417. године овладао целокупним Конављем које је до тада било подељено између Павловића и Косача. Да би утврдио свој посед у приморју он је са Дубровчанима уговорио подизање цистерне за воду у тврђави Сокол која је била најзначајнија утврда у Конављу.
Притисак Павловића на Сандаља и оне који су га подржавали био је толики да је сам краљ Остоја морао да тајно ноћу побегне са сабора властеле Краљевине Босне да га не би снашло исто оно што је он организовао Павлу Раденовићу пар година раније. Последица овога и Сандаљеве наизглед безизлазне ситуације, била је и Остојина одлука да приђе Павловићима и да буде један од оних који ће се окористити пропашћу Косача, али без претераног успеха јер он већ 1418. године умро. Његов син и наследник Стефан Остојић (1418—1421) је наставио непријатељску политику према Сандаљу, али без видљивог успеха. Међутим и сам сукоб се делимично смирио јер је Сандаљу у помоћ притекао син његове друге жене Јелене из првог брака Балша III Балшић (1403 — 1421), а и Сандаљ је схватио да је једина сила која доноси превагу у сукобима само снага Османлија, тако да је и он постао њихов вазал, највероватније средином 1418. године пошто се у јесен исте године помиње као несумњиви господар својих земаља.
Пресудни догађај у овој фази сукоба Сандаља и Петра, највероватније је била Хранићева одлука да прода Дубровачкој републици његов део Конавља. Он је 27. јуна 1419. године продао свој део за 30.000 перпера, док је Петар одбио да републици светог Влаха прода свој део. Највероватније уз помоћ тих средстава Сандаљ успева да покрене Османлије и они почетком 1420. године поново упадају у краљевину Босну, али овога пута су њихови напади усмерени против Павловића. Током тих борби крајем марта исте године, у једном сукобу са њима гине сам Петар, а вођство над Павловићима и војводску титулу преузима његов млађи брат кнез Радослав.
Највећа последица овог жестоког сукоба који је деловао да се може окончати само потпуним уништењем једних или других било је директно укључивање Османлија у њега, прво на страни Павловића, а потом и на Сандаљевој страни, иако су они de facto радили искључиво за себе и постепено освајали делове Краљевине Босне. Сам сукоб се временом смирио, тако да су обе породице практично нестале са османлијским освајањем Босне и Херцеговине.